# Katarina västra vårdgymnasiums gymnastikhall

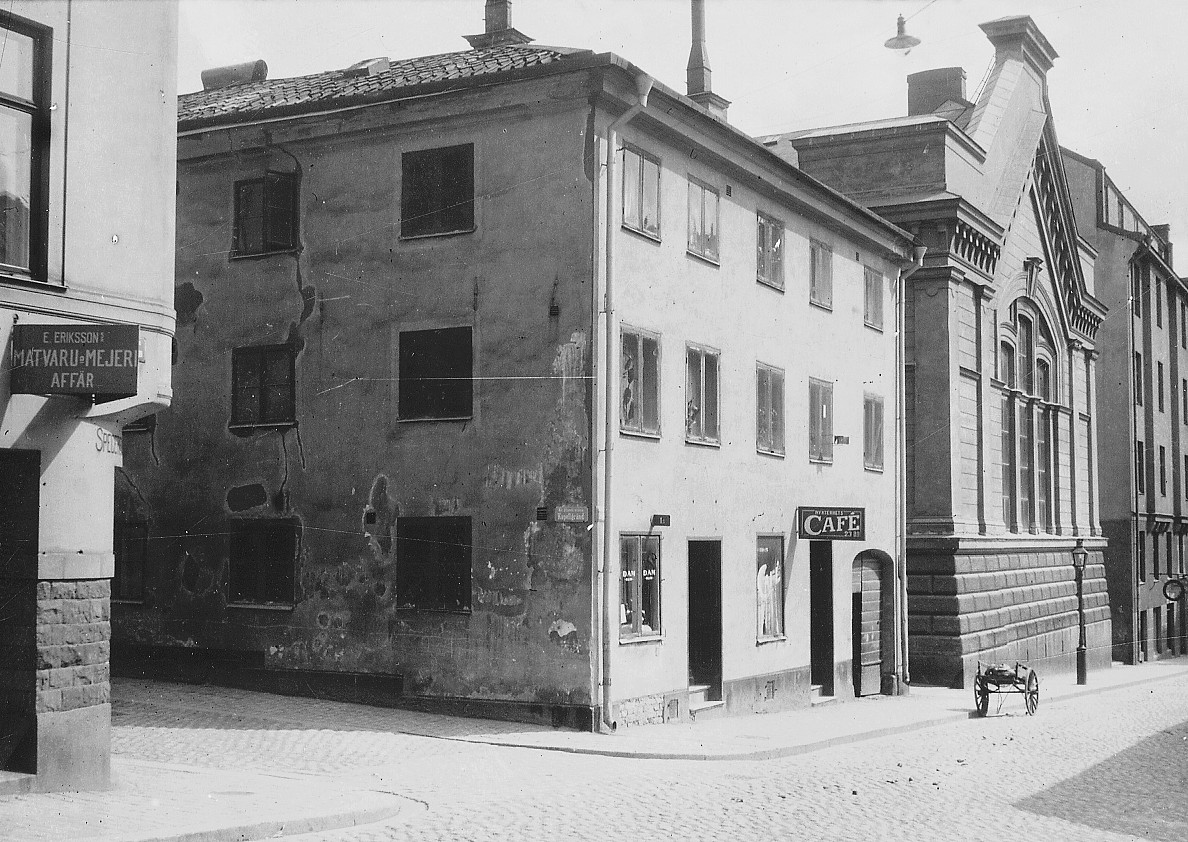
På ett fotografi från sekelskiftet 1900 syns byggnadens höga gavel.

Katarina västra vårdgymnasiums gymnastikhall var en gymnastikbyggnad vid Östgötagatan 25 på Södermalm i Stockholm. Byggnaden uppfördes 1881 och brandskadades svårt i juli 2003. Huset var blåmärkt av Stadsmuseet i Stockholm, vilket innebär att det utgör "synnerligen höga kulturhistoriska värden".

## Byggnad
Gymnastikbyggnaden, som tillhörde Katarina västra skola i samma kvarter, ritades av arkitekt Per Emanuel Werming i en kraftfull gavelarkitektur med en tung fronton mot Östgötagatan och bakgården. Sockeln är stark rusticerande. Byggnaden är uppförd av tegel i en våning och har putsade fasader. Gymnastikdirektör  L.M. Törngren svarade för gymnastikutrustningen.  På 1920-talet ombyggdes omklädningsrummen  och interiören moderniserades. Bland andra tränande brandmännen från intilliggande Katarina brandstation och GK Hermes, flerfaldiga svenska, nordiska och europeiska mästarinnor i truppgymnastik, i gymnastiksalen.

## Branden
Natten mellan 8 och 9 juli 2003 eldhärjades byggnaden svårt. Enbart ytterväggarna kvarstod efter branden och inredningen totalförstördes. När räddningstjänsten kom till platsen var gymnastiksalen helt övertänd trots att de första bilarna var där cirka två minuter efter det första larmet. Släckningsarbetena inriktades tidigt mot att förhindra att branden skulle sprida sig, vilket lyckades. Man sökte även begränsa branden med hjälp av rökdykare, men dessa drogs snabbt tillbaka på grund av det häftiga brandförloppet och risk att innertaket skulle rasa ner. I gymnastikhallen fanns även en hoppgrop för gymnaster innehållande ca 100 m³ skumgummi som under branden avgav giftiga gaser. Som mest bekämpade cirka 50 brandmän från flera brandstationer eldsvådan. Orsaken till branden var okänd, men den var troligen anlagd.

## Återuppbyggnad
Inom de kvarstående gavlarna mot Östgötagatan och bakgården mittemot har ett bostadshus uppförts år 2020. Huset har namnet Grand Mosebacke och är ett konceptboende med 45 bostadsrättslägenheter,

## Bilder

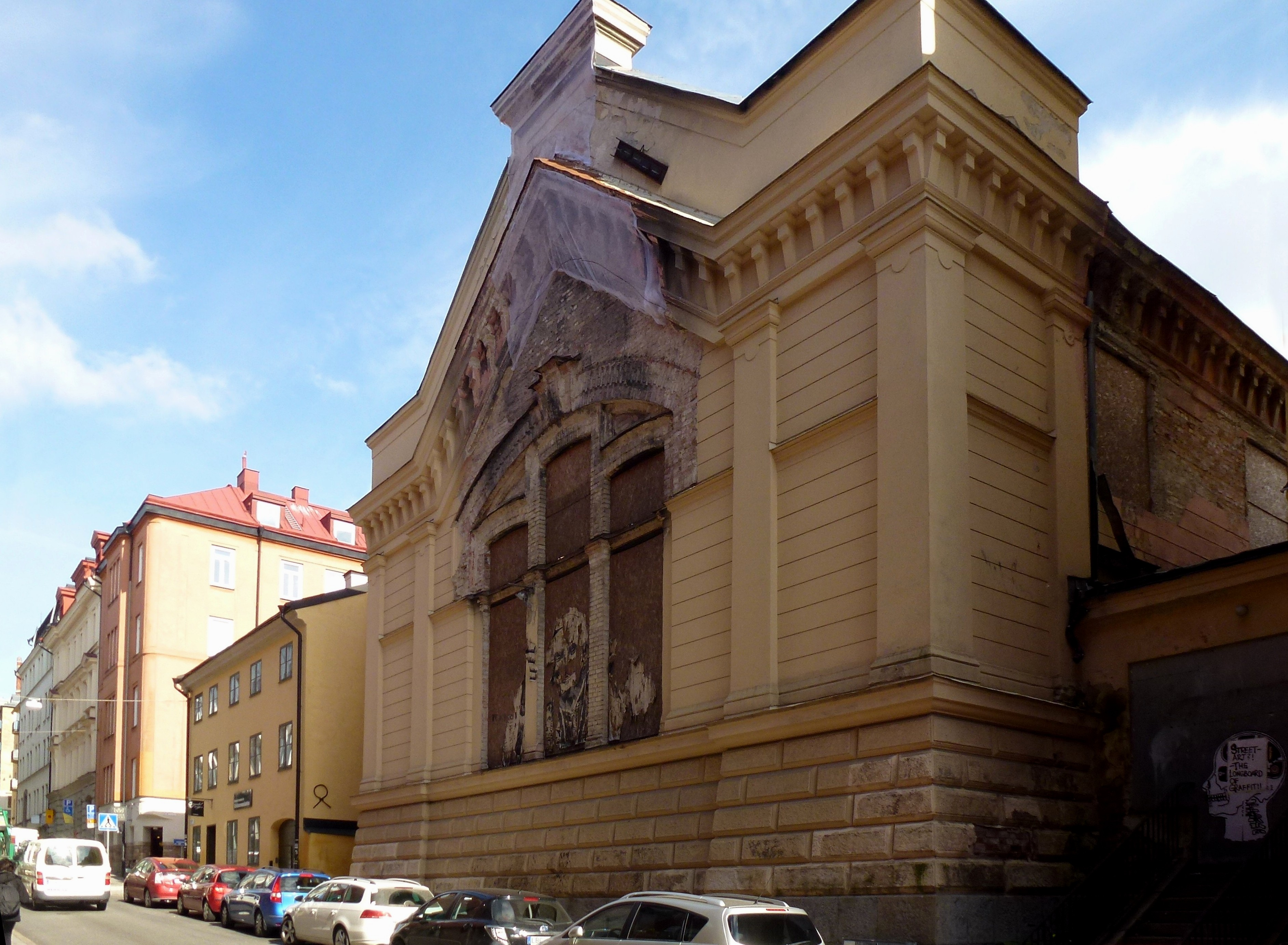
Fasaden mot Östgötagatan, september 2012.
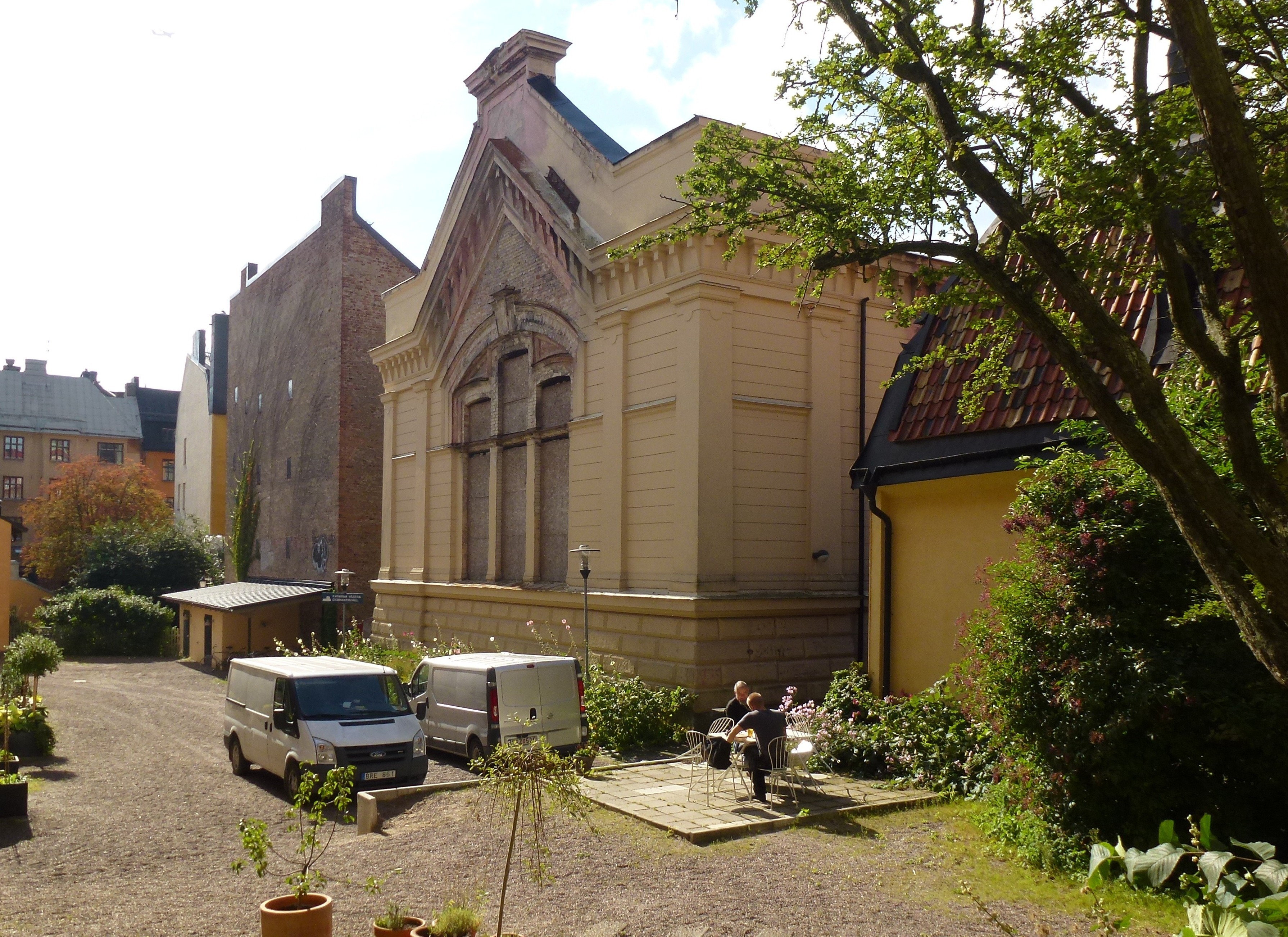
Fasaden mot bakgården, september 2012
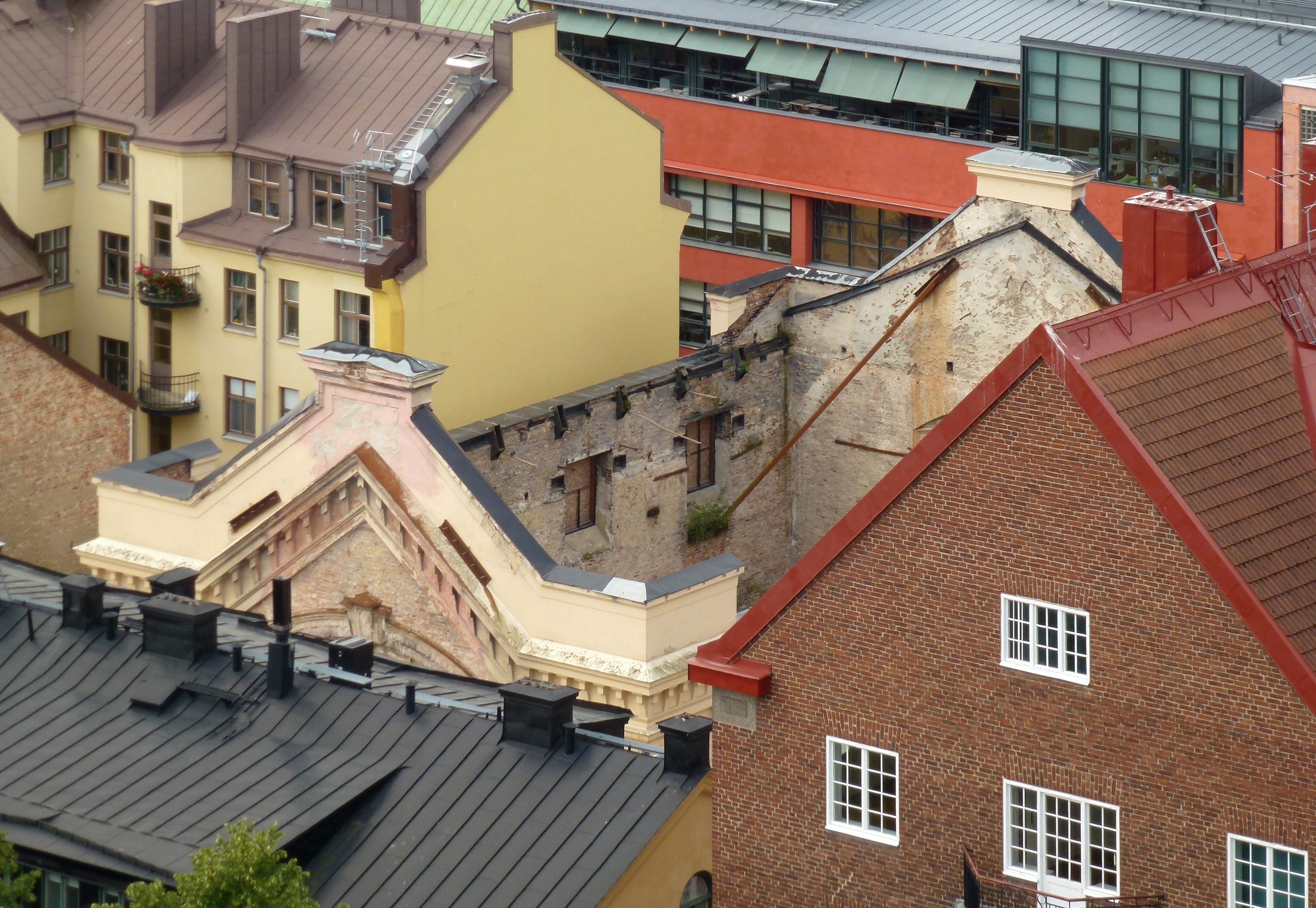
Byggnaden sedd från Katarina kyrkas torn, augusti 2012.
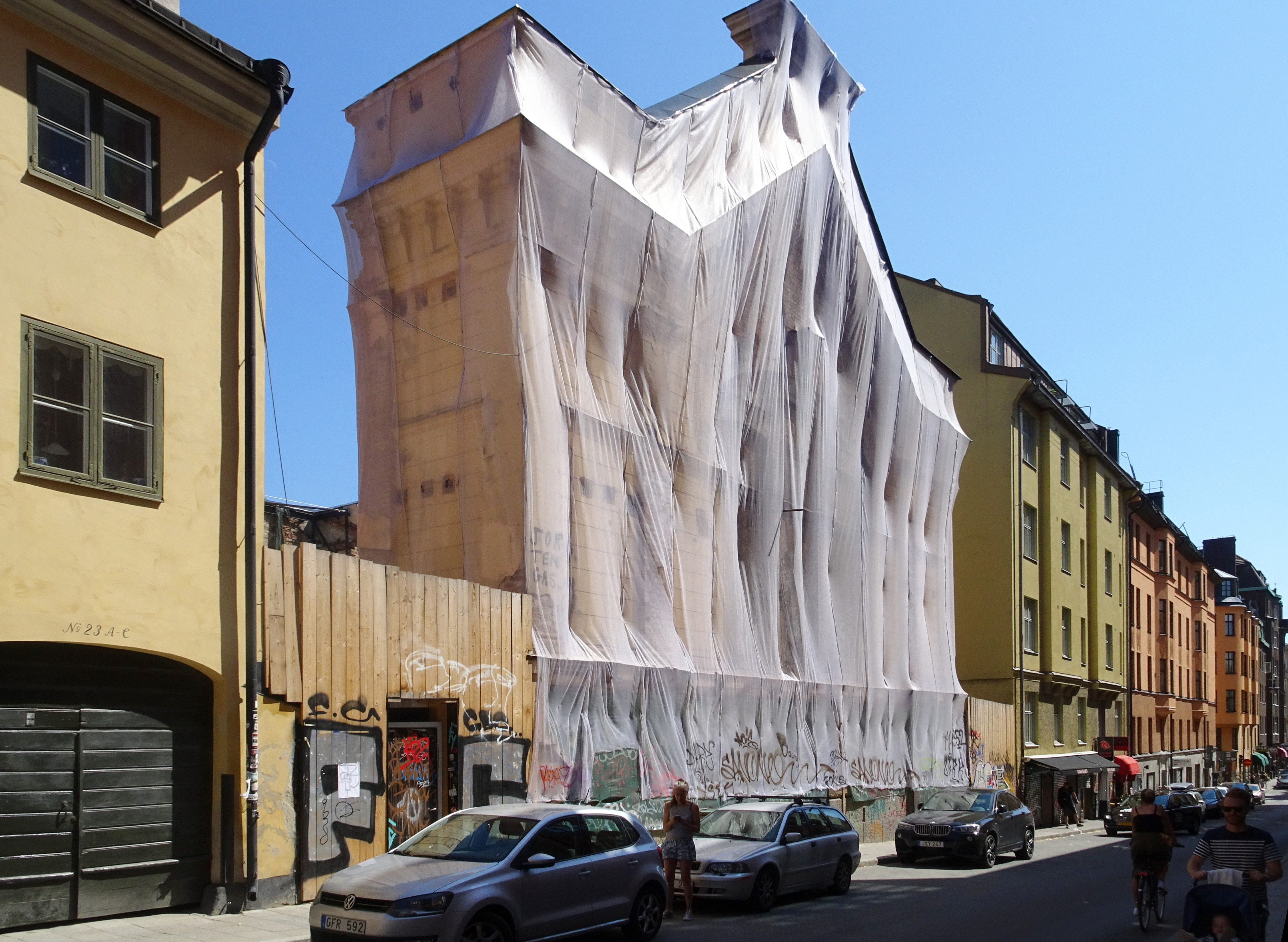
Fasaden mot Östgötagatan i juni 2019.